# Pholcus nenjukovi
Pholcus nenjukovi is een spinnensoort uit de familie trilspinnen (Pholcidae). De soort komt voor in Centraal-Azië.